# Spasm
Spasm är en okontrollerad ryckning i en muskel, muskelgrupp, ett håligt organ eller liknande. Det kan ibland vara kopplat till plötslig smärta men är vanligtvis riskfri och försvinner efter ett par minuter. Spasmer kan också bero på en lång rad medicinska åkommor som exempelvis dystoni.